# Mike Hayden
John Michael "Mike" Hayden, född 16 mars 1944 i Colby, Kansas, är en amerikansk republikansk politiker. Han var Kansas guvernör 1987–1991.
Hayden studerade vid Kansas State University och Fort Hays State University. Därefter deltog han i Vietnamkriget i USA:s armé. Han var talman i Kansas representanthus 1983–1985.
Hayden efterträdde 1987 John W. Carlin som guvernör och efterträddes 1991 av Joan Finney.
Hayden var Kansas minister för naturliv och parker 2002–2011.